# ドネツィク国際空港
ドネツィク国際空港（ロシア語:  Международный аэропорт Донецк、ウクライナ語: Міжнародний аеропорт Донецьк、英語: Donetsk International Airport）は、ウクライナ・ドネツィク州ドネツクに存在する国際空港。市街地から見て北西方向約10kmの位置に存在する。日本ではドネツク国際空港として報道されることもある。現在はロシア・ドネツク人民共和国の実効支配下にある。郷里の作曲家セルゲイ・プロコフィエフの名前を冠して、セルゲイ・プロコフィエフ国際空港とも称されていた。
2014年以来のウクライナ紛争により、2015年12月より、空港全域は分離独立派のドネツク人民共和国の支配下にあり、戦闘により空港設備は破壊され、航空便は運行されていない。現在は住民投票の結果によりドネツク人民共和国の編入を経て、ロシア連邦が実効支配を行っている。

## 2014年ウクライナ騒乱

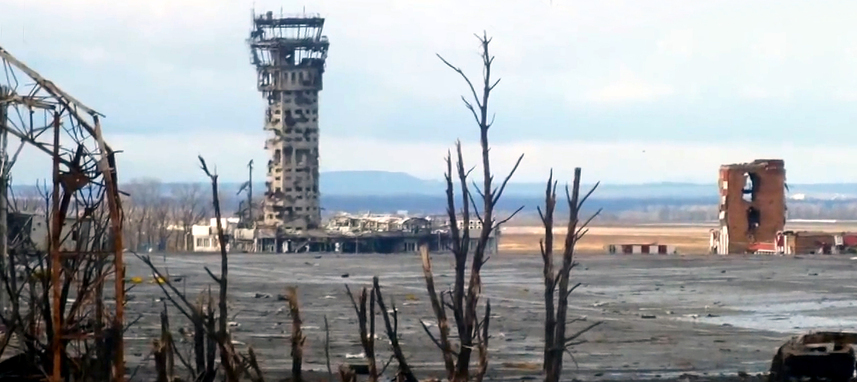
戦闘により破壊されたドネツィク空港（2014年12月）

2014年に発生したウクライナ騒乱、クリミア危機を受け、ドネツィク州をはじめとしたウクライナ東部地域で親ロシア系武装組織（反政府勢力）の活動が活発になると、ウクライナ政府は同年5月6日をもって空港の発着便を運行停止。その後、空港は反政府勢力により完全に制圧された。政府軍側は同月26日、空港建物に固定翼機と武装ヘリコプターによる空爆を実施し、空挺団を投入して反撃を開始。数時間にわたる戦闘により約40人の死者を出しつつも政府軍が奪還に成功。支配権を取り戻した。
しかしその後も戦闘は続き、翌2015年1月22日、ウクライナ政府はドネツィク空港からの撤退ならびに分離独立派が空港を制圧したことを明らかにした。一連の戦闘により空港施設には甚大な被害が生じている。